# Asia Presse
Asia Presse est une association de journalistes français chargés de l'Asie. 
Créée le 6 mars 1999 par Hélène Da Costa, journaliste à RFI, cette association regroupe uniquement des journalistes français de médias français, spécialisés sur les questions asiatiques (journalistes français en France mais aussi dans les villes d'Asie).  
ASIA Presse est une association membre du CAPE (Centre d'Accueil de la Presse Étrangère) et de son conseil d'administration.